# NGC 2100
NGC 2100 är en öppen stjärnhop i Stora magellanska molnet i stjärnbilden Svärdfisken. 